# Малое Сухое
Малое Сухое или Лугавское — озеро в Минусинском районе Красноярского края. Располагается на территории Лугавского сельсовета в 16 километрах юго-восточнее города Минусинска, рядом с трассой федерального значения М-54 «Енисей».
Находится на высоте 298 м над уровнем моря в болотистой впадине у садовых участков посёлка Озеро Тагарское, на восточной окраине Кривинского бора. Вытянуто в широтном направлении.
Ближайшая к озеру  остановка общественного транспорта «Дачи Озеро Тагарское» находится в пешей доступности на федеральной трассе Р-257 Енисей.